# Vladimir Igorjevič Arnold
Vladimir Igorjevič Arnold (rusko Влади́мир И́горевич Арно́льд), ruski matematik, * 12. junij 1937, Odesa, Sovjetska zveza (sedaj Ukrajina), † 3. junij 2010, Pariz, Francija.

## Življenje in delo
Arnold je najbolj znan po izreku KAM o stabilnosti integrabilnega hamiltonskega sistema in po delni rešitvi Hilbertovega trinajstega problema o rešitvi enačb 7. stopnje s funkcijami dveh spremenljivk leta 1957. Bil je učenec Kolmogorova. Prispeval je pomembne dosežke na področja, kot so: teorija dinamičnih sistemov, teorija katastrof, topologija, algebrska geometrija, klasična mehanika in teorija singularnosti.
Leta 2001 je prejel Heinemanovo nagrado za matematično fiziko Ameriškega fizikalnega društva in Wolfovo nagrado za matematiko. Leta 2008 je skupaj s Faddejevom prejel Shawovo nagrado.
Po njem so poimenovali asteroid 10031 Vladarnolda.